# 國道線
国道线（日语：／ Kokudō sen */?）是一条曾经连结日本大阪府大阪市福岛区野田站与神户市東神户站、属于阪神电气铁道的有轨电车线路。
广义上的国道线包含与之相连的同属阪神电气铁道运营的甲子园线（日语：／ Kōshien sen */?），为连结上甲子园站至滨甲子园，以及滨甲子园站至中津滨站的线路，在本条目一并叙述。北大阪线通常也被包含在广义的国道线中。

## 概述

### 国道线
1905年，阪神电气铁道运营的连接阪神地区的日本第一条的城际电车阪神本线开业，但随着大正末期阪神国道（现国道2号）的修建，为防止其他公司与之竞争，阪神电铁决定在该国道上建设轨道线。1925年，阪神电铁子公司阪神国道電軌设立，经过快速建设，1927年野田站至东神户站间26.0公里线路开业。1928年，阪神本社吸收合并了阪神国道电轨，国道线成为直营线路。
二次世界大战期间，线路客流受沿线工厂通勤带动明显增长，但战争末期，线路被轰炸所破坏，但运营车辆免遭损失。
20世纪50年代，由于沿线人口增长和阪神工业区的发展，线路达到客流高峰，但到了60年代初，随着机动车的增加，以及线路标杆速度较低的影响，乘客数量开始减少，铁路沿线的尼崎市和西宫市开始要求取消国道线。
1969年，西滩至东神户区段停运，1970年代，对乘客较少的甲子园以西区间实施合理化改革，该区间班次减少到每小时1班左右，并最终在1974年废止。1975年5月，剩余区间与甲子园线及北大阪线一同被废止。

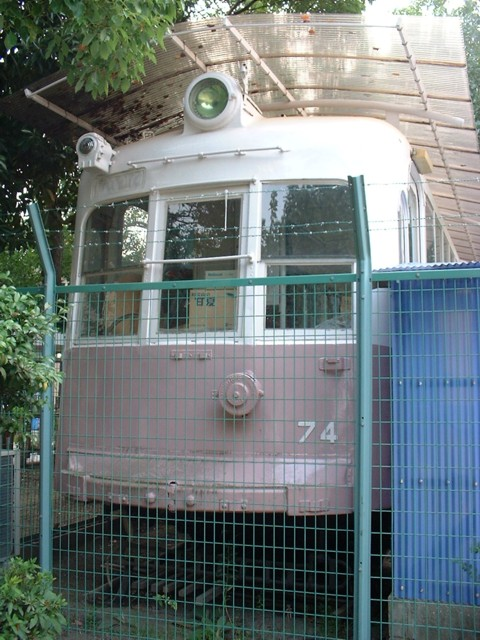
71形74号
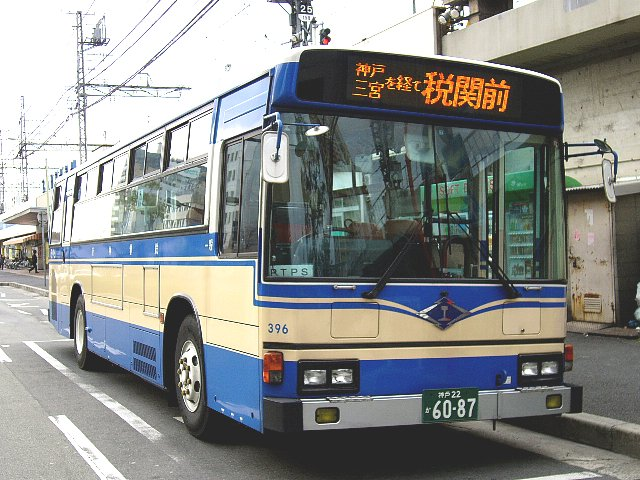
基本在同路线运行的阪神巴士（日语：阪神バス）（阪神尼崎、照片为阪神電鉄巴士时期尼崎至神户间的直通服务）

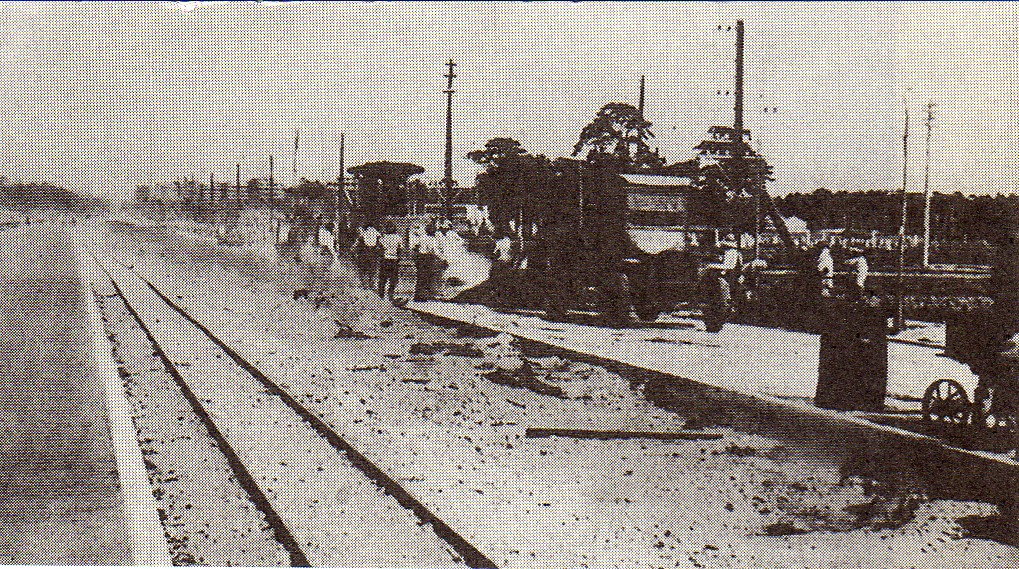
在上甲子园附近建设中的国道线，1926年
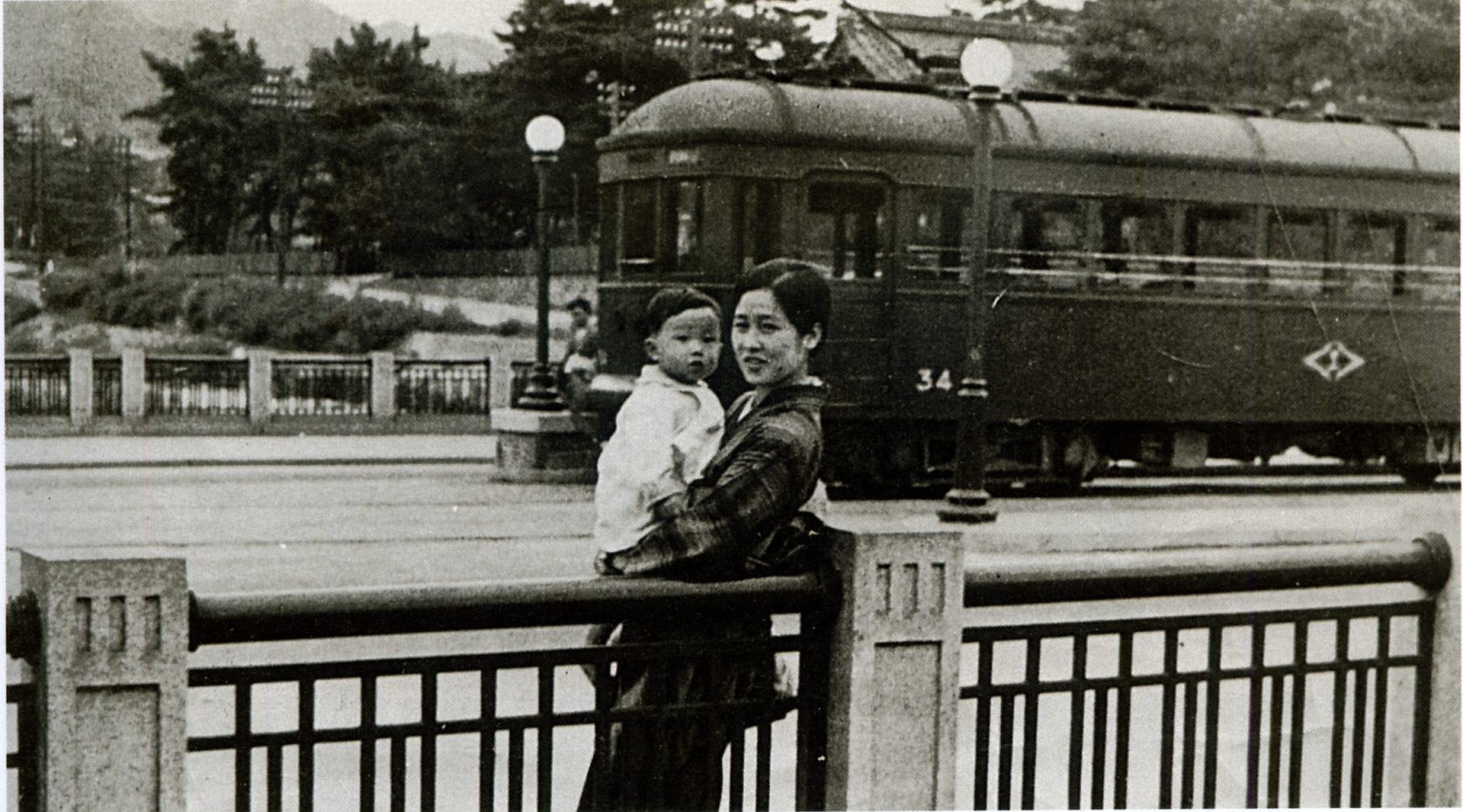
31型行驶在芦屋市业平桥，1930年代
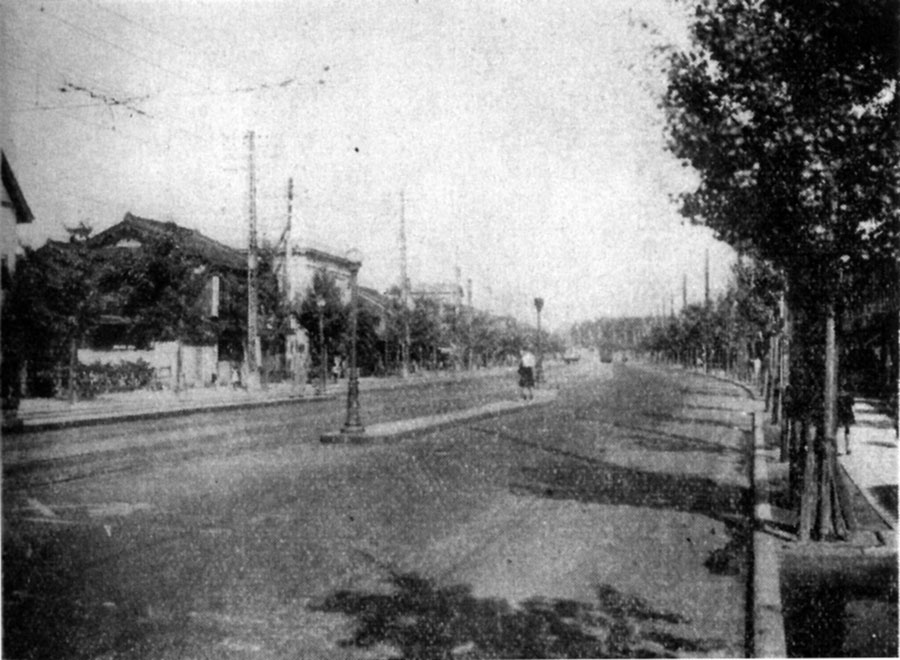
住吉停留场

### 甲子园线
在国道开通前一年（1926年），作为阪神开发的郊外住宅区甲子园的配套项目，甲子园站至滨甲子园站开通。开通时的滨甲子园站为延伸至中津滨方向做出了预留，站位位于废止时站位略微偏南的西南侧弯道处。
1927年国道线开通，此时的甲子园线仍为阪神本线的支线，车辆使用甲子园站阪神本线的联络线进入。国道线直营化后，1928年6月，甲子园线延伸至上甲子园站，与国道线连接。1930年，使用专用轨道的滨甲子园站延伸至海岸部的中津滨段开通，该段属于未成线今津出屋敷线的先行区间，后在太平洋战争末期休止，战后也未再开通，于甲子园线全线废止前就已被废止。
甲子园线作为短途支线，承担了链接滨甲子园阪神公园及鳴尾赛马场等场所的功能。战后日本住宅公团（现UR）在沿线地区开发了滨甲子园团地，线路成为了贯穿团地中的轨道。在停运前的1965年代末，国道线的西半段已经呈现出大都市近郊线路末期的状态，间隔长达48分钟，而同时期甲子园线在白天间隔仅12分钟，客流相对较高。因此在甲子园线与国道线一同被提出废止时遭到了部分沿线居民的反对，但由于国道线废止后无法接入滨田车场，甲子园线最终仍于1975年5月（昭和50年）随国道线的一同废线。除海水浴季等特殊时间外，甲子园线与国道线没有直通服务，车辆一般在上甲子園站站前折返。
废线后，架空线柱被逐步拆除，位于甲子园站东检票口旁的最后一根在2015年3月因车站改造工程而拆除，仅在甲子园球场周围的人行道上残留着一些架空线柱的地基。
废线后，滨甲子园站被禁止进入，但直到1980年代初架空线柱被拆除前，站舍、月台和铁轨均基本保持原样。站址现为观光巴士临时停车场的一部分，基本上只在甲子园球场（职业棒球、高中棒球）活动日开放。特别是在春季和夏季的高中棒球期间，可以见到各参赛学校的应援巴士在此地集结。该站轨道部分依稀可以辨认，现已被沥青填平，作为停车场开放时的通道使用。另外，线路所在的甲子园筋与国道43号的交差点处，在国道高架跨线桥下部还残留有悬挂架空线的配件。
此外，由于西宫市和阪神电铁间对整理成本负担比例存在争议，在战争期间休止的中津滨延伸段直至线路废止后的1980年代仍然是一条没有铺设沥青的道路，甚至在90年代初铺设工程完成后还被报纸所报道。

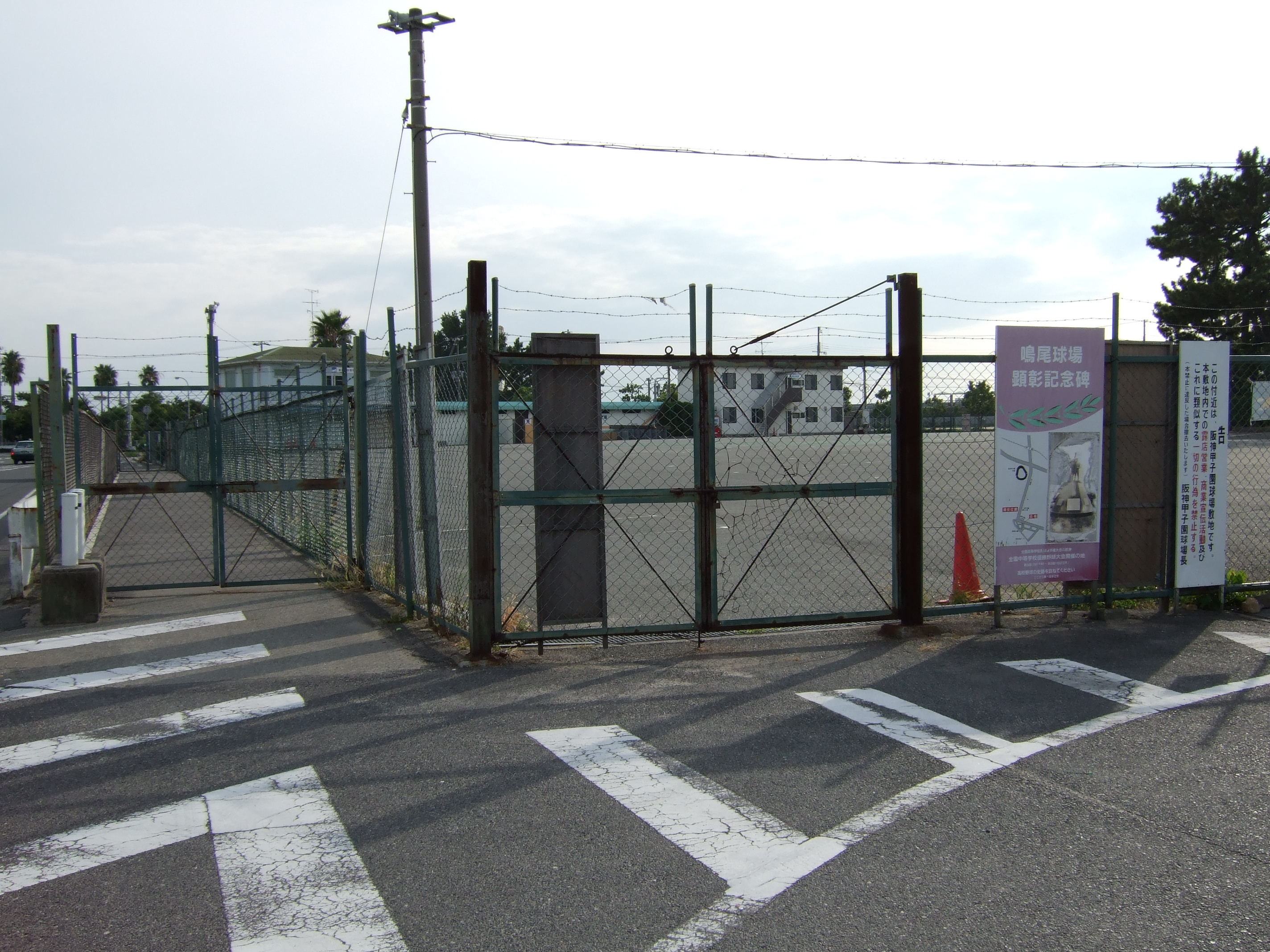
滨甲子园站遗迹（面向海滩方向拍摄）。现为临时停车场。左侧护栏旁边的大门部分是轨道遗迹。
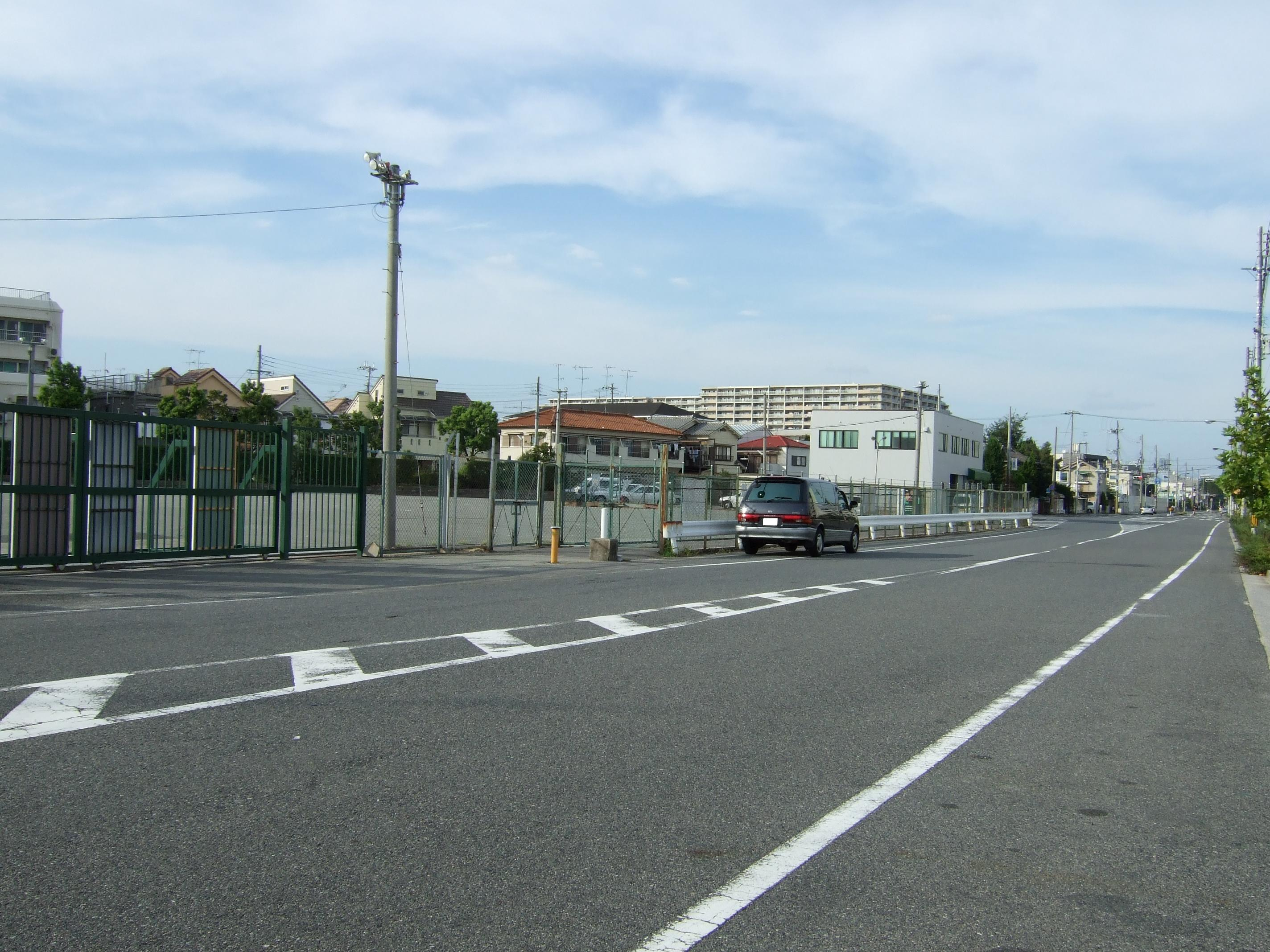
滨甲子园站遗迹（面向山手方向拍摄）。北侧白色建筑物为阪神园艺大楼。
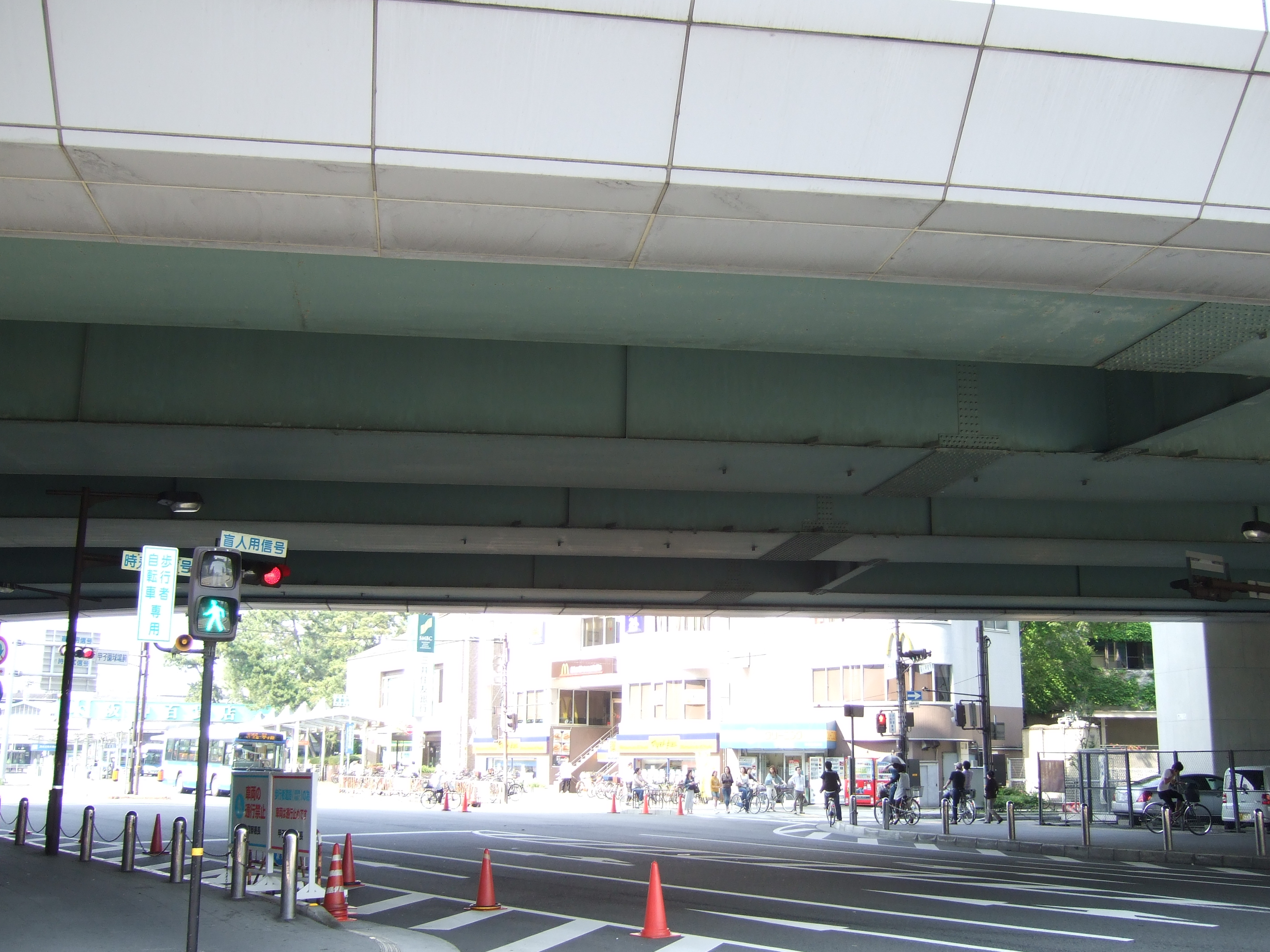
国道43号与甲子園交差点（面向东北方向拍摄）。国道43号高架跨线桥下部还残留有悬挂架空线的配件。

### 路线资料
- 路线距离（营业距离）：
  - 国道線：野田 - 东神户间 26.0km
  - 甲子園線：上甲子園 - 滨甲子園间 3.0km、滨甲子園 - 中津浜间 0.8km
- 轨距：1435mm （标准轨）
- 站数：（包括起终点站）
  - 国道線：46站
  - 甲子園線：11站
- 复线路段：
  - 国道線：全線复线
  - 甲子園線：全線复线
- 电气化路段：全线（直流电600V）

### 特征
国道线曾是日本最长的有轨电车线路。由于野田至东神户间全程大约需要两个小时，乘坐全程的乘客并不多，实际上是阪神本线的补充线路。然而，除了两端的野田和西滩，以及甲子园线甲子园外，线路并没有与阪神本线接续，主要是线路所在的国道2号更靠近国铁（東海道本線）所致。
线路东端在野田站与北大阪线接续，但未设置贯通运营。同时由于被阪神本线分隔，线路也未与大阪市电相连接。
线路西端位于胁浜町（现在的阪神巴士敏馬站附近、阪神本線岩屋站南侧）的东神户站与1935年延长至此神户市电東部国道線相接（神户市电站名为胁浜町），铁轨亦相连，两系统在此分割的原因是1927年线路开业时该地为神户市的边界。1929年，该地区的东侧被并入神户市，随后线路与神户市电相接续，但即使在那之后，普通列车也并没有相互直通的安排，直达列车仅限于花电车等纪念列车。
线路仅在野田（仅乘车）、甲子园、滨甲子园以及线路缩短后的西滩四站设置了站台，其他站均没有安全岛，乘客需直接从街道上直接乘降。因此，在列车停车时，列车长会在车外伸出红旗以提示机动车停车等候。在战前每个站点都设有安全岛，但在战争期间应军方将道路用作临时跑道的要求而拆除，此后再未恢复。

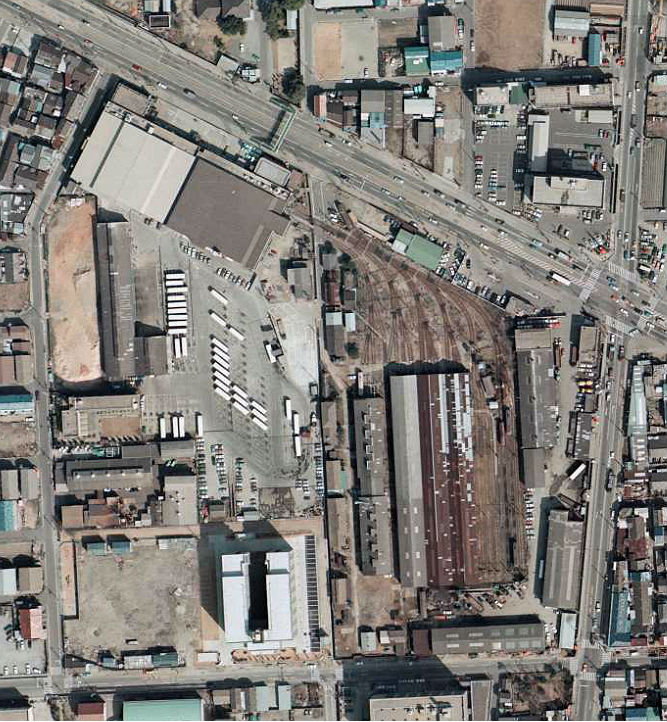
1975年3月时的滨田车场，分为西半部的巴士车场与东半部的电车车场。东半部后改建为阪神浜田球場。基于国土地理院 地图和航空照片查看服务

车辆段滨田车场除阪神巴士车场外的部分在线路废止后被改建为阪神虎二队的阪神滨田球场。野田站也曾设停车线供北大阪线车辆使用，站台和停车线原址目前已建设为阪神WISTE购物中心。
目前国道线与甲子园线的原路线大部分由阪神巴士接管，但被分割为大阪地方线（野田阪神前-阪神杭濑站北-滨田车库-阪神甲子园，但西宫市国道外的路段路线与电车不同）、尼崎芦屋线・西宫神户线（阪神尼崎-阪神芦屋、阪神西宫-三宫站-神户税关前）等线路。然而，1997年JR东西线开通后，大阪地方线乘客数量明显减少，2013年10月时刻表修订后，野田阪神前与阪神杭濑站北之间的服务已减少至每天往返一班，而尼崎-西宫-神户间的线路目前仍维持每15～20分钟一班的高频度运营。多数巴士站点沿用了国道线时期的名称（北今津、甲南学园前等），但也有许多巴士站因阪神巴士拆分而更名。
1990年代，国道2号改造工程及沿线综合管廊建设时，中央隔离带附近的沥青被拆除，路线残留的铁轨重见天日，并因怀旧而成为热门话题，被报纸所转载，但因综合管廊建设该区间路轨最终被拆除。

## 沿革
- 1926年（大正15年）7月1日 甲子园线甲子園 - 滨甲子園区间开通
- 1927年（昭和2年）7月1日 阪神国道電軌 西野田（后更名野田） - 神户東口（后更名東神户）区间开通
- 1928年（昭和3年）4月1日 阪神国道電軌合并至阪神电铁，线路更名为国道线
- 1928年（昭和3年）6月25日 甲子園線上甲子園 - 甲子園区间开通
- 1930年（昭和5年）7月9日 甲子園线滨甲子園 - 中津浜区间开通
- 1945年（昭和20年）1月6日 甲子園线滨甲子園 - 中津浜区间休止（未再重开）
- 1969年（昭和44年）12月14日 国道線西灘 - 東神户区间0.9km废止
- 1973年（昭和48年）9月26日 甲子園线滨甲子園 - 中津浜区间废止
- 1974年（昭和49年）3月17日 国道線上甲子園 - 西灘区间14.4km废止
- 1975年（昭和50年）5月6日 国道線剩余区間10.7km与甲子園線全线废止

## 停留场列表
注： *是经更名后的站名。

### 国道線
野田* - 中海老江 - 野里 - 歌島橋 - 御幣島* - 佃 - 左門殿橋 - 北杭瀬 - 東長州 - 大物北口 - 县立尼崎高等学校前* - 尼崎玉江橋 - 東難波 - 難波 - 西難波 - 滨田車庫前 - 東大島 - 西大島 - 武庫大橋 - 上甲子園 - 瓦木 - 津門 - 北今津 - 西宮站前 - 西宮札場筋 - 西宮戎 - 西宮西口* - 森具 - 山打出 - 芦屋站前 - 芦屋川 - 森市場前 - 森 - 小路 - 田中 - 甲南学園前* - 灘高等学校前* - 住吉站前 - 中御影* - 上石屋 - 德井 - 八幡 - 六甲口 - 大石川 - 西灘 - 東神户*

### 甲子園線
上甲子園 - 甲子園三番町 - 甲子園五番町* - 甲子園 - 甲子園八番町 - 阪神公园前* - 競輪場前 - 甲子園九番町 - 滨甲子園 - 高砂 - 中津滨

## 车辆
- 1形 (并用轨道线)（日语：阪神国道電軌1形電車）
- 31形（日语：阪神31形電車）
- 51形・61形（日语：阪神51形電車）
- 71形（日语：阪神71形電車）
- 91形（日语：阪神91形電車）
- 121形（日语：阪神121形電車）（网電）
- 201形（日语：阪神201形電車）

车辆有浅褐色与赤小豆色两种涂装，较为有名的车型有昵称“金鱼缸”的71型、91型与201型。车辆特征上，上下车台阶未设置于车体内，而采用与车门联动的折叠式阶梯。车辆与架空接触网相连的受电装置因形状特殊而被称为Y形受电弓。

### 保存车辆
目前71型的71号与74号被静态保存并在尼崎市的公园内，并向公众开放。车内被设置为集会场所和储藏室，尽管仅简单设置了铁丝网与简易顶棚，但车辆保存状态良好，有时会重新涂装，但目前的涂装较运营时期颜色稍浅。
- 71形 71号 水明公園（尼崎市水明町）
- 71形 74号 蓬川公園（尼崎市崇德院3丁目）

此外，79号曾保存在伊丹市的一家园艺店，但该店2005年搬迁后，车况迅速恶化，后被志愿者转移到滋贺县一家私人公司的办公场所，并在那里进行了维修、重新喷漆和静态保存（但公司名称和地点没有披露）。
此外，1形27号（车身写为“1”）和200型215号曾被保存在甲子园阪神公园内，但都在公园关闭前（1991 年左右）被撤出。